# Gash Cove
Die Gash Cove (von umgangssprachlich englisch gash ‚Müll, Abfall, Unrat‘) ist eine kleine Bucht an der Ostküste von Signy Island im Archipel der Südlichen Orkneyinseln. Sie liegt südlich des Berntsen Point.
Wissenschaftler des Falkland Islands Dependencies Survey (FIDS) nahmen zwischen 1947 und 1950 Vermessungen der Bucht vor. Luftaufnahmen entstanden 1968 durch die Royal Navy. Das UK Antarctic Place-Names Committee benannte sie 2004 so, weil der FIDS und der British Antarctic Survey bis 1991 hier ihren Müll entsorgt hatten, bis strengere Umweltauflagen dieses verhinderten.